# Gonystylus consanguineus
Gonystylus consanguineus är en tibastväxtart som beskrevs av Airy Shaw. Gonystylus consanguineus ingår i släktet Gonystylus och familjen tibastväxter. Inga underarter finns listade i Catalogue of Life.